# Kīratpur
Kīratpur är en ort i Indien.   Den ligger i distriktet Bijnor och delstaten Uttar Pradesh, i den norra delen av landet, 140 km nordost om huvudstaden New Delhi. Kīratpur ligger 256 meter över havet och antalet invånare är 60 223.
Terrängen runt Kīratpur är mycket platt. Runt Kīratpur är det tätbefolkat, med 762 invånare per kvadratkilometer. Närmaste större samhälle är Bijnor, 16,3 km söder om Kīratpur. Trakten runt Kīratpur består till största delen av jordbruksmark.